# Atletica leggera ai XVII Giochi paralimpici estivi - 400 metri piani maschili
Ai XVII Giochi paralimpici estivi le competizioni dei 400 metri piani maschili si sono svolte tra il 30 agosto e il 7 settembre 2024 presso lo Stade de France di Parigi.

## Risultati
Di seguito sono riportati i risultati delle finali di tutte le gare dei 400 metri piani maschili per ogni classe di competizione. Maggiori dettagli sulle singole gare, compresi i risultati delle batterie di qualificazione e delle semifinali, si trovano nelle pagine dedicate.

### T52
| Posizione | Atleta               | Nazionalità | Tempo   | Note |
| --------- | -------------------- | ----------- | ------- | ---- |
| Oro       | Maxime Carabin (T52) | Belgio      | 55"10   |      |
| Argento   | Tomoki Sato (T52)    | Giappone    | 56"26   |      |
| Bronzo    | Tomoya Ito (T52)     | Giappone    | 1'01"08 |      |